# The Right To Be Greedy: Theses On The Practical Necessity Of Demanding Everything

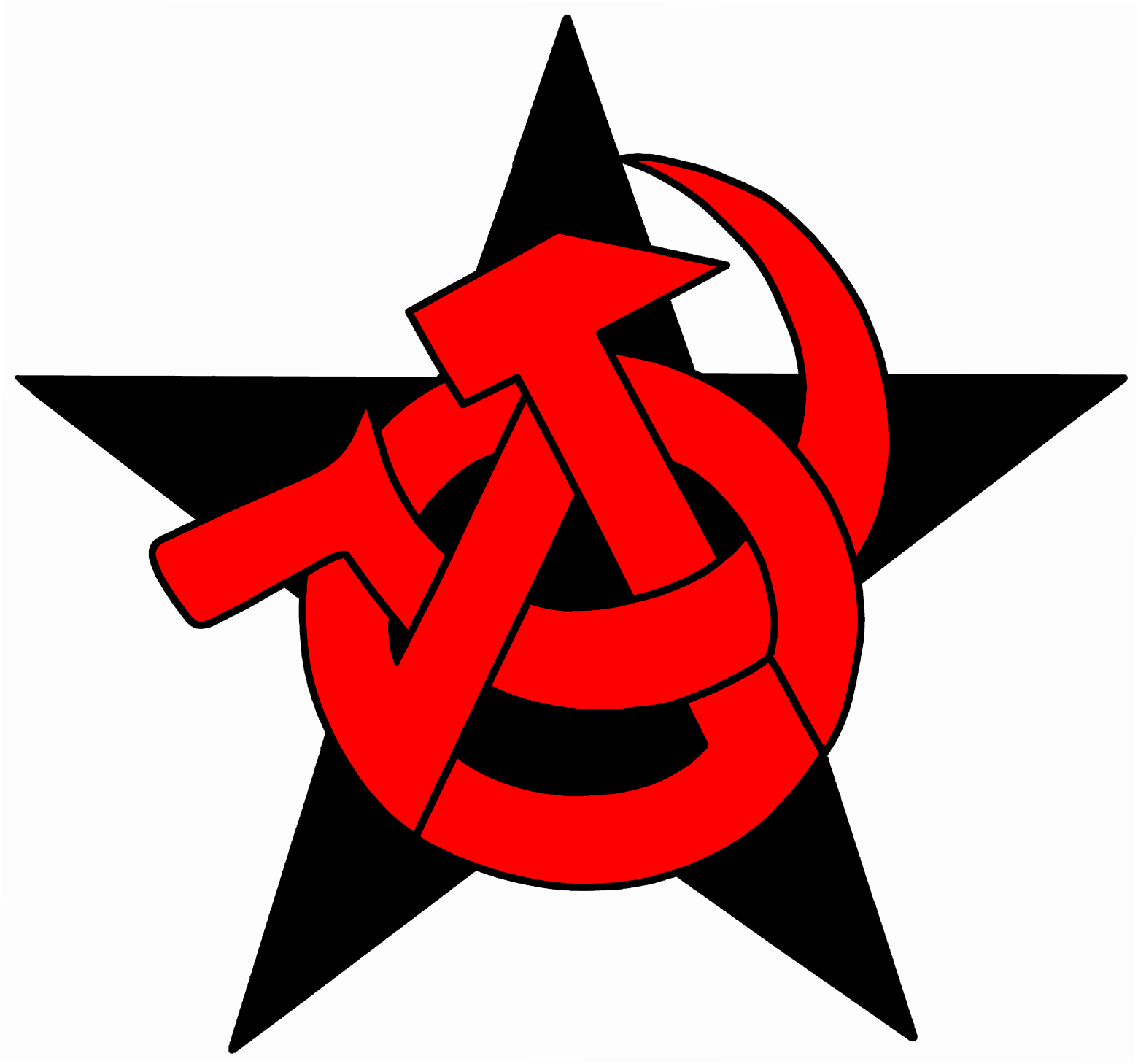
Símbolo anarquista-comunista.

The Right To Be Greedy: Theses On The Practical Necessity Of Demanding Everything o El derecho a ser codicioso: postulados en la necesidad practica de demandarlo todo es un libro publicado en 1974 por un colectivo situacionista estadounidense llamado "For Ourselves: Council for Generalized Self-Management" ("Por Nosotros: Consejo para la Autogestión Generalizada". El anarquista post izquierda Bob Black lo describió en su prefacio como "un audaz intento de sintetizar una visión social colectivista de origen de izquierdas con una ética individualista (en carencia de una mejor palabra) usualmente articulada en la derecha."
Sus autores dicen "La concepción positiva del egoísmo, la perspectiva del egoísmo comunista, es el corazón mismo y la unidad de nuestra coherencia teórica y practica." Es altamente influenciado por las ideas de Max Stirner. Una reimpresión del texto en los ochenta fue hecha por Loompanics Unlimited con la intervención de Bob Black quien también escribió el prefacio de esta.

## Citas
- "La codicia en su sentido completo es la única base posible de una sociedad comunista"
- "Las formas presentes de codicia pierden, en última instancia, debido a que no terminan siendo lo suficientemente codiciosas"
- "La actividad de la apropiación simultánea de cada individuo por los demás, o la apropiación de la sociedad por todos al mismo tiempo en una inter-apropiación (intersubjetividad realizada, o co-propiedad) - en sí mismo constituye la totalidad de la producción social."
- "La perspectiva del comunismo egoísta es la perspectiva de ese egoísmo que desea nada más que a otras personas, o ese codicia que es codiciosa para amar - el amor siendo la "total apropiación" del hombre por el hombre."
- ""El egoísmo comunista" nombra a la síntesis del individualismo y el colectivismo, en tanto la sociedad comunista nombra la actual, material, solución sensual a la contradicción histórica del interés "particular" y el "general", una contradicción engendrada especialmente en la ruptura de la sociedad en contra de sí misma en clases."